# Свети Телемах
Свети Телемах је хришћански монах, светитељ и мученик, из 4. века. 
Према хришћанском историчару Теодорету Кирском, овај хришћански аскета је био први који је покушао да заустави борбе гладијатора у римском колосеуму тако што је усред борбе ушао у амфитеатар и почео да преклиње да то више не чине. Разуларена гомила га је гађала каменицама. Међутим, цар Хонорије, импресиониран његовим страдањем, забранио је борбе гладијатора. Последња позната гладијаторска борба у Риму одржана је 1. јануара 404. година, тако да се овај датум сматра даном мучеништва